# Claxon

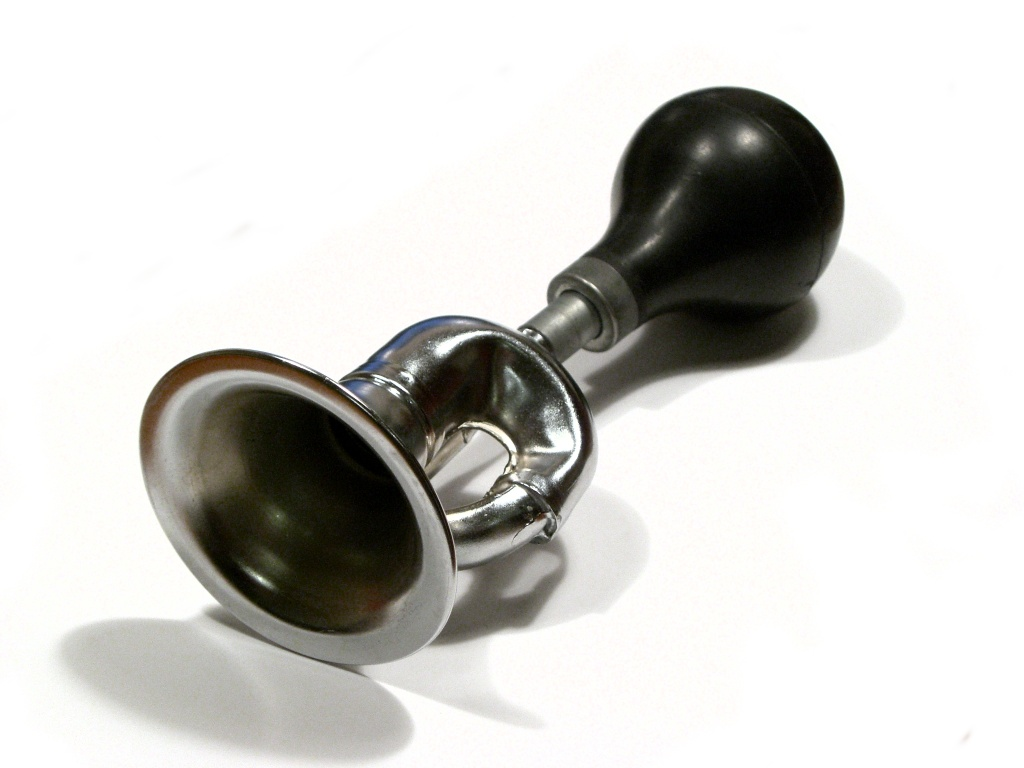
Un claxon utilizat pentru biciclete ca mijloc de avertizare sonoră

Un claxon este un dispozitiv de semnalizare sonoră folosit de obicei la automobile, autobuze, troleibuze, tramvaie și la alte tipuri de vehicule.

## Etimologie
Cuvântul provine din limba franceză, de la termenul klaxon.

## Utilizări

### Autovehicule

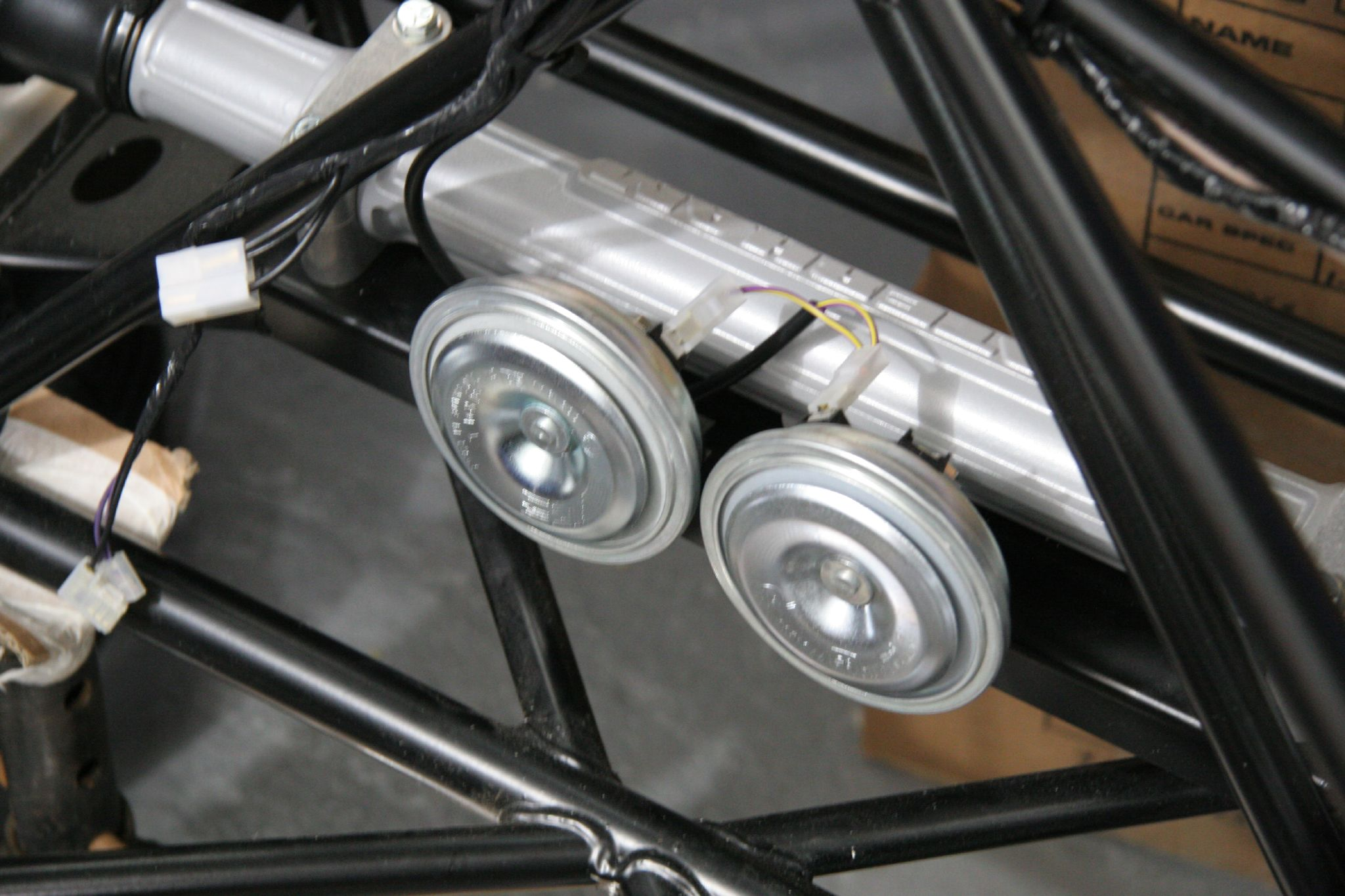
Claxon electric al unui autovehicul

În general, autovehiculele sunt echipate cu mijloace de avertizare sonoră. Inițial, conducătorii auto foloseau fluiere, clopote și claxoane manuale pentru a atenționa pietonii. La începutul anilor 1908, inginerul american Miller Reese Hutchison a inventat claxonul electromagnetic folosit în prezent.

## Reglementare
În țările în care se aplică Convenția de la Viena privind traficul rutier, printre care se află și România, utilizarea mijloacelor de avertizare sonoră este permisă numai în următoarele situații:
- în afara localităților
- cu scopul evitării unui accident
- pentru avertizarea unui alt participant la trafic că urmează să fie depășit, numai în afara localităților

### În România
În România, utilizarea claxonului este reglementată de Ordonanța de urgență a Guvernului nr. 195/2002 privind circulația pe drumurile publice, articolul 113.

### În Statele Unite ale Americii
Fiind o republică federală, legile din Statele Unite cu privire la folosirea mijloacelor sonore de avertizare pentru automobile variază de la stat la stat. De exemplu, în New York City, folosirea nejustificată a claxonului este ilegală, deși sancțiunile sunt aplicate foarte rar. Legea statului New York le permite orașelor cu o populație mai mare de un milion să sancționeze conducătorii auto pentru utilizarea excesivă a claxonului. În California, echiparea vehiculelor cu claxoane care produc un zgomot care depășește 110 decibeli este interzisă.

### În China
Din cauza poluării fonice, China a interzis utilizarea claxoanelor pentru automobile în orașe ca Beijing și Shanghai.